# Ил (приток Чепцы)
Ил — река, протекающая в России, Удмуртской Республике, Дебёсском районе, левый приток Чепцы. Длина 27 км, площадь бассейна 153 км².
Исток расположен недалеко от села Верхний Четкер. Река протекает в северном и северо-восточном направлениях, впадает в Чепцу близ села Малая Чепца. Большей частью проходит через леса. Крупнейшие притоки: Легзинка, Кыч (правые); Сеняшурка, Сюрсовайка (левые). Есть многочисленные пруды. Крупнейшие сёла на реке: Дзилья, Такагурт и Шуралуд.

## Данные водного реестра
По данным государственного водного реестра России относится к Камскому бассейновому округу, водохозяйственный участок реки — Чепца от истока до устья, речной подбассейн реки Вятка. Речной бассейн реки — Кама.
Код объекта в государственном водном реестре — 10010300112111100032462.